# Window to the Soul
A Window to the Soul az Asia korábbi tagjaiból és a Spock’s Beard billentyűséből álló GPS első stúdiólemeze, melyet 2006-ban adott ki az InsideOut Music progresszív rock-kiadó.
2006. augusztus 5-én a vállalat engedélyével a Written on the Wind teljes változata letölthetővé vált az együttes honlapjáról.
Az album 46. lett a japán eladási listákon John Payne és Guthrie Govan promóciós útjának eredményeként. A távol-keleti országban a Dingwall Music adta ki a lemezt.
Payne elmondta egy interjúban, hogy a dalok fele eredetileg a (soha ki nem adott) Architect of Time című Asia-albumra készült. Mindazonáltal a nézeteltérések Geoff Downes-szal különváláshoz vezettek.
A Window to the Soul borítóján az amerikai zeneipar egyik neves alakja, John Kalodner látható. Őt Payne hívta fel, hogy elvállalná-e a feladatot, Kalodner pedig igent mondott. Payne eredetileg az Architect of Time borítóján szerepeltette volna, de ezt Downes akkor nem támogatta.

## Számok listája
Minden számot John Payne, Guthrie Govan és Jay Schellen írt, kivéve ott, ahol külön jelezve van.
1. Window to the Soul – 6:57
2. New Jerusalem – 8:26
3. Heaven Can Wait – 8:03
4. Written on the Wind – 6:54
5. I Believe in Yesterday – 7:15
6. The Objector – 6:19
7. All My Life – 5:28
8. Gold – 5:01
9. Since You've Been Gone – 4:55
10. Taken Dreams – 4:56

A japán kiadás bónuszszámai
1. In His Eyes (Govan) – 3:35
2. The Haunting (Payne) – 7:10

## Közreműködő zenészek
- John Payne – ének, basszusgitár
- Guthrie Govan – gitár
- Jay Schellen – dob
- Ryo Okumoto – billentyűs hangszerek